# Il più grande spettacolo dopo il weekend
Il più grande spettacolo dopo il weekend – reso graficamente nell'hashtag #ilpiùgrandespettacolodopoilweekend – è stato un varietà televisivo italiano andato in onda su Rai 1 in prima serata dal 14 novembre al 5 dicembre 2011, per quattro puntate, con la conduzione di Fiorello e la partecipazione di Marco Baldini.

## Il programma
La trasmissione segna il ritorno televisivo di Fiorello in Rai dopo ben sette anni dall'ultima edizione di Stasera pago io e in seguito all'esperienza radiofonica di Viva Radio 2 prima e la parentesi di Buon varietà poi (andato in onda su Radio 1 per sei lunedì nella primavera dello stesso 2011). Il programma prende il titolo dal singolo di Jovanotti Il più grande spettacolo dopo il Big Bang.
Quella di Fiorello è la prima trasmissione dal vivo in studio ad essere trasmessa in alta definizione dalla Rai. Il programma va in onda nello Studio 5 di Cinecittà, location cinematografica che fu di Federico Fellini. Il programma è un varietà classico, incentrato totalmente sulla figura dello showman siciliano, che porta in scena monologhi, canzoni e gag anche improvvisate al momento, spesso rendendo sua spalla volti noti presenti tra il pubblico. Il programma, come già avveniva con Stasera pago io, vede la presenza di Marco Baldini come voce fuori campo e di Enrico Cremonesi come direttore d'orchestra.
La sigla finale di ogni puntata è stata cantata da Giorgia: nella prima era il grande successo di Mina Se telefonando, nella seconda era Downtown di Petula Clark, nella terza è stata Dettagli di Ornella Vanoni e nella quarta ed ultima è stata Love Is a Losing Game di Amy Winehouse. Curiosamente, Giorgia ha cercato di emulare nell'abbigliamento la cantante originale e le scene sono girate in bianco e nero per rendere più realistica la rappresentazione di canzoni degli anni sessanta quali esse sono.
Durante le quattro puntate ci sono state nuove imitazioni da parte di Fiorello, quali Edward Cullen, Salvo Sottile, Lorenza Lei e Bruno Vespa.
Il programma è stato inoltre premiato al Premio Regia Televisiva 2012 come uno dei programmi della Top 10 e come Miglior programma dell'anno, inoltre nella stessa occasione Fiorello ha ricevuto il premio di Personaggio maschile dell'anno.

## Puntate
| Puntata | Messa in onda    | Ospiti                                                                                | Telespettatori | Share  |
| ------- | ---------------- | ------------------------------------------------------------------------------------- | -------------- | ------ |
| 1       | 14 novembre 2011 | Novak Đoković, Negramaro, Eva Riccobono e Giorgia                                     | 9 794 000      | 39,21% |
| 2       | 21 novembre 2011 | Michael Bublé, Coldplay, Laura Chiatti e Caparezza                                    | 12 166 000     | 42,64% |
| 3       | 28 novembre 2011 | Elisa, Beppe Fiorello, Tony Bennett e Biagio Antonacci                                | 11 737 000     | 43,18% |
| 4       | 5 dicembre 2011  | Jovanotti, Roberto Bolle, Malika Ayane, Roberto Benigni, Pippo Baudo e Gegè Telesforo | 13 401 000     | 50,22% |

## Curiosità
La sigla del programma era una rivisitazione della canzone Il più grande spettacolo dopo il Big Bang di Jovanotti (che è stata anche cantata dal cantautore in persona all'apertura dell'ultima puntata riadattata, per l'occasione, con un nuovo testo).